# Condado de Lubin
Condado de Lubin (polaco: powiat lubiński) é um powiat (condado) da Polónia, na voivodia de Baixa Silésia. A sede do condado é a cidade de Lubin. Estende-se por uma área de 711,99 km², com 105 952 habitantes, segundo os censos de 2005, com uma densidade 148,81 hab/km².

## Divisões admistrativas
O condado possui:
Comunas urbanas: Lubin
Comunas urbana-rurais: Ścinawa
Comunas rurais: Lubin, Rudna
Cidades: Lubin, Ścinawa
Condados vizinhos: wołowskim, górowskim, polkowickim e legnickim.

## Demografia
População (dados de 30 de Junho de 2005):
|          | Total   | Total | Mulheres | Mulheres | Homens  | Homens |
| -------- | ------- | ----- | -------- | -------- | ------- | ------ |
|          | pessoas | %     | pessoas  | %        | pessoas | %      |
| Total    | 105 952 | 100   | 54 481   | 51,4     | 51 471  | 48,6   |
| Cidades  | 83 282  | 100   | 43 122   | 51,8     | 40 160  | 48,2   |
| Povoados | 22 670  | 100   | 11 359   | 50,1     | 11 311  | 49,9   |